# マンチュリアン (料理)

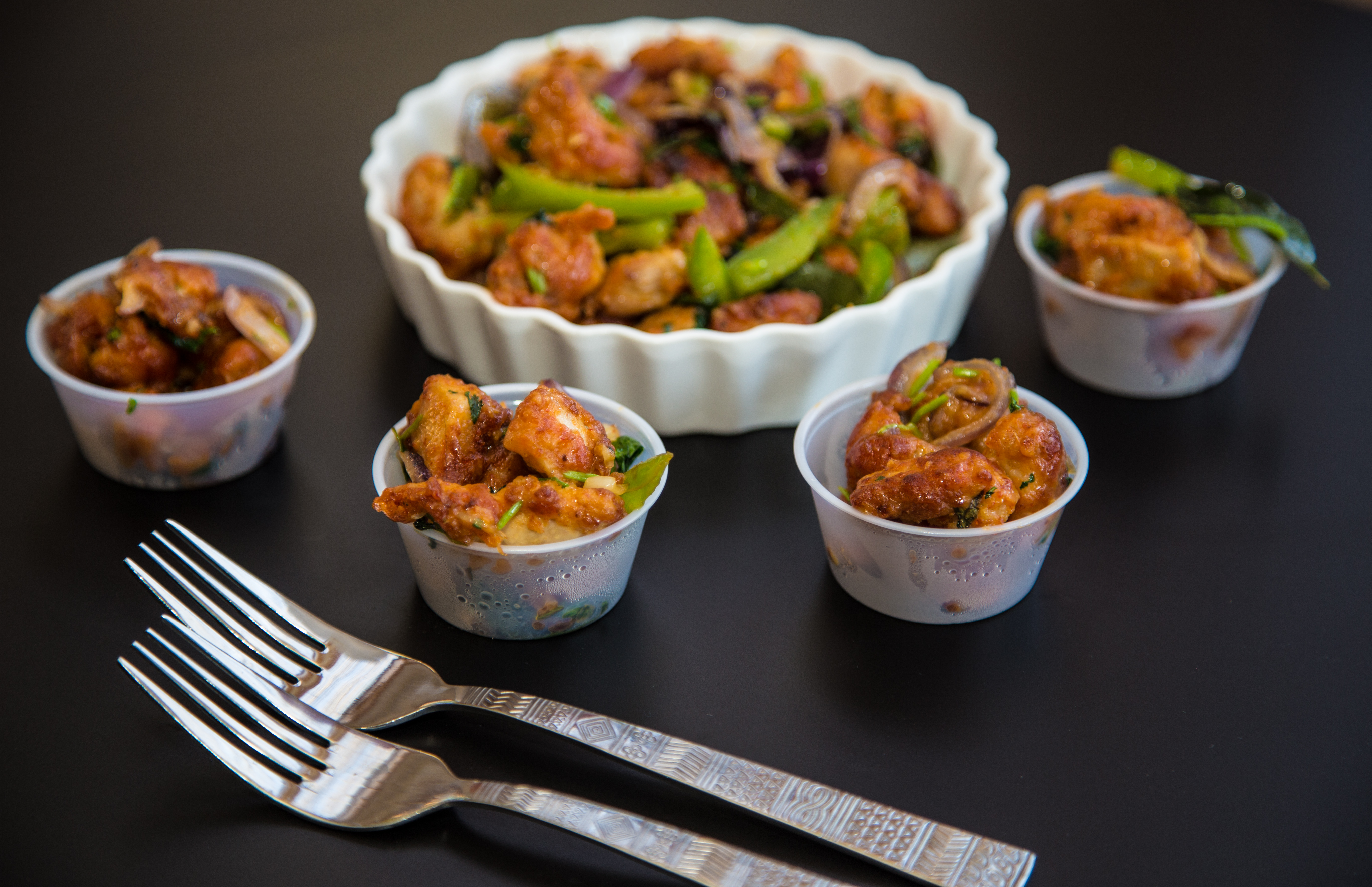
チキン・マンチュリアン

マンチュリアン（英語: Manchurian）は、インド中華料理の代表的なジャンルの1つ。

## 概要
インドにおいて「外国料理」である中華料理が土着化したインド中華料理の代表的なジャンルの1つ。
食材を一口大に切り分け、あるいは団子状に成形したものを素揚げし、これをスパイスなどで辛みを加えた甘酢あんにからめた料理である。
「Manchurian」は英語で「満洲の」「満洲人の」を意味する形容詞であるが、地名を借用してあるだけで味付け、食材など満州料理とは関連がない。

## 歴史
コルカタ生まれの中国系インド人3世であるネルソン・ワン（黄玉堂）が、1970年代にムンバイで開業した中華料理店が発祥とされる。ネルソン・ワンはインド料理の調理法を応用し、インド人好みにアレンジした中華料理を提供したが、これが人気となりインド各地に急速に伝播して定番メニューとなった。
ネルソン・ワンによれば、「中国では満洲地方の人たちは未開人とみなされており、（自分がアレンジした料理を）未開人にぴったりの料理だ」と思って、「満州風」＝「マンチュリアン」と名付けたとされる。

## ギャラリー

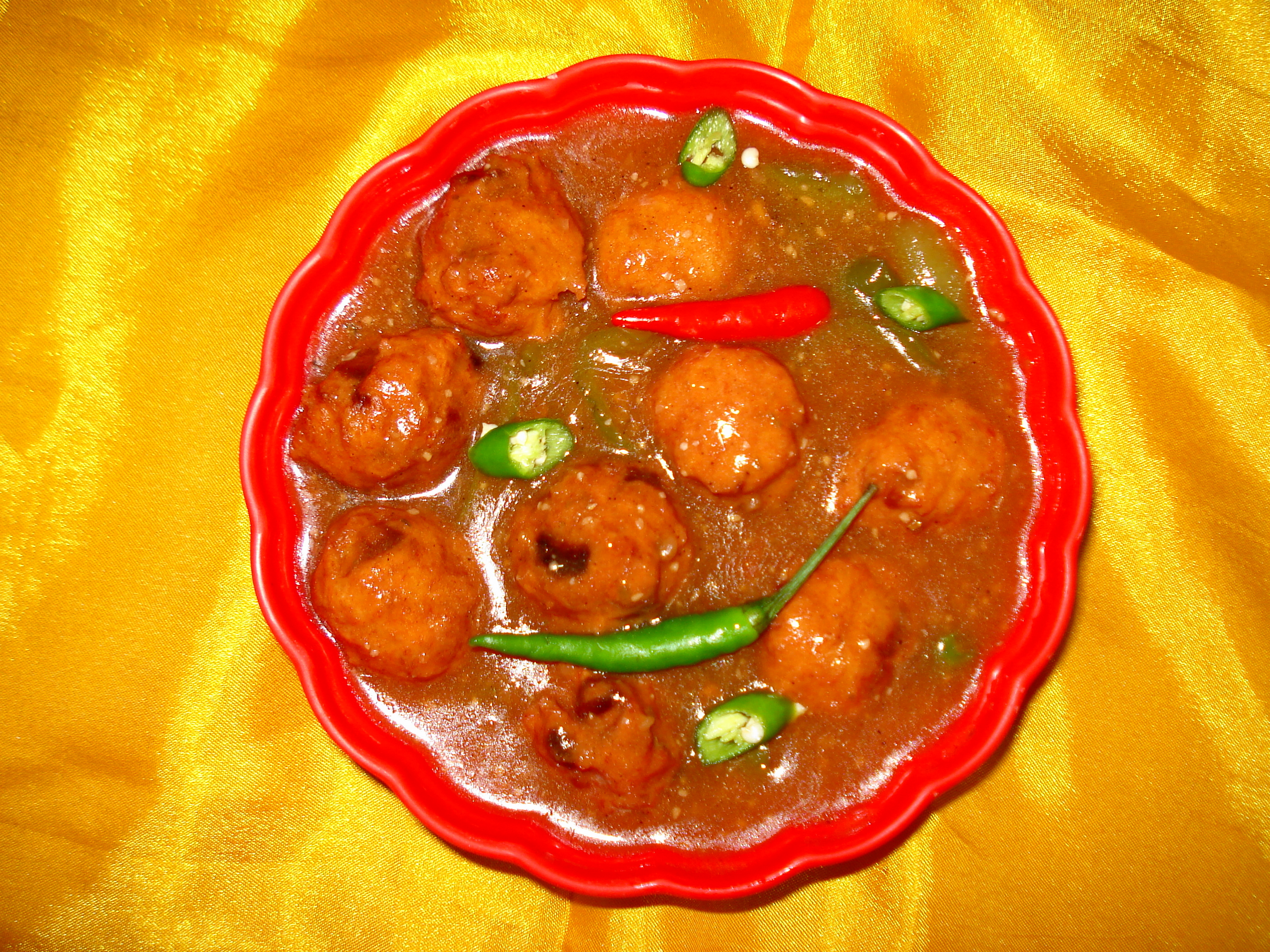
チキン・マンチュリアン
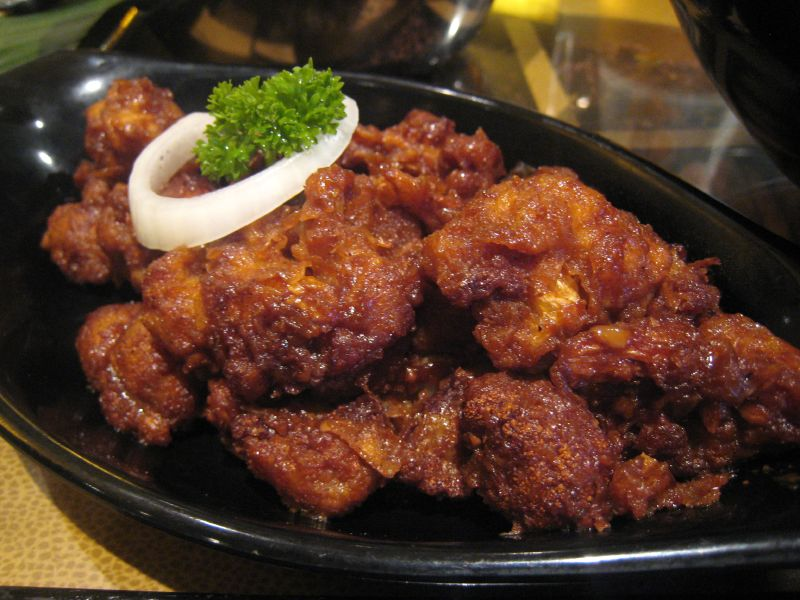
ゴビ・マンチュリアン（ジャワ語版）（カリフラワーのマンチュリアン）
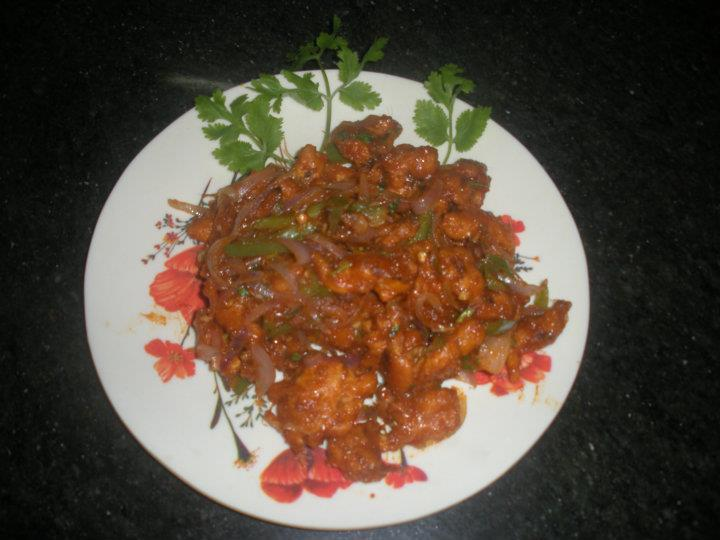
ベビーコーンマンチュリアン
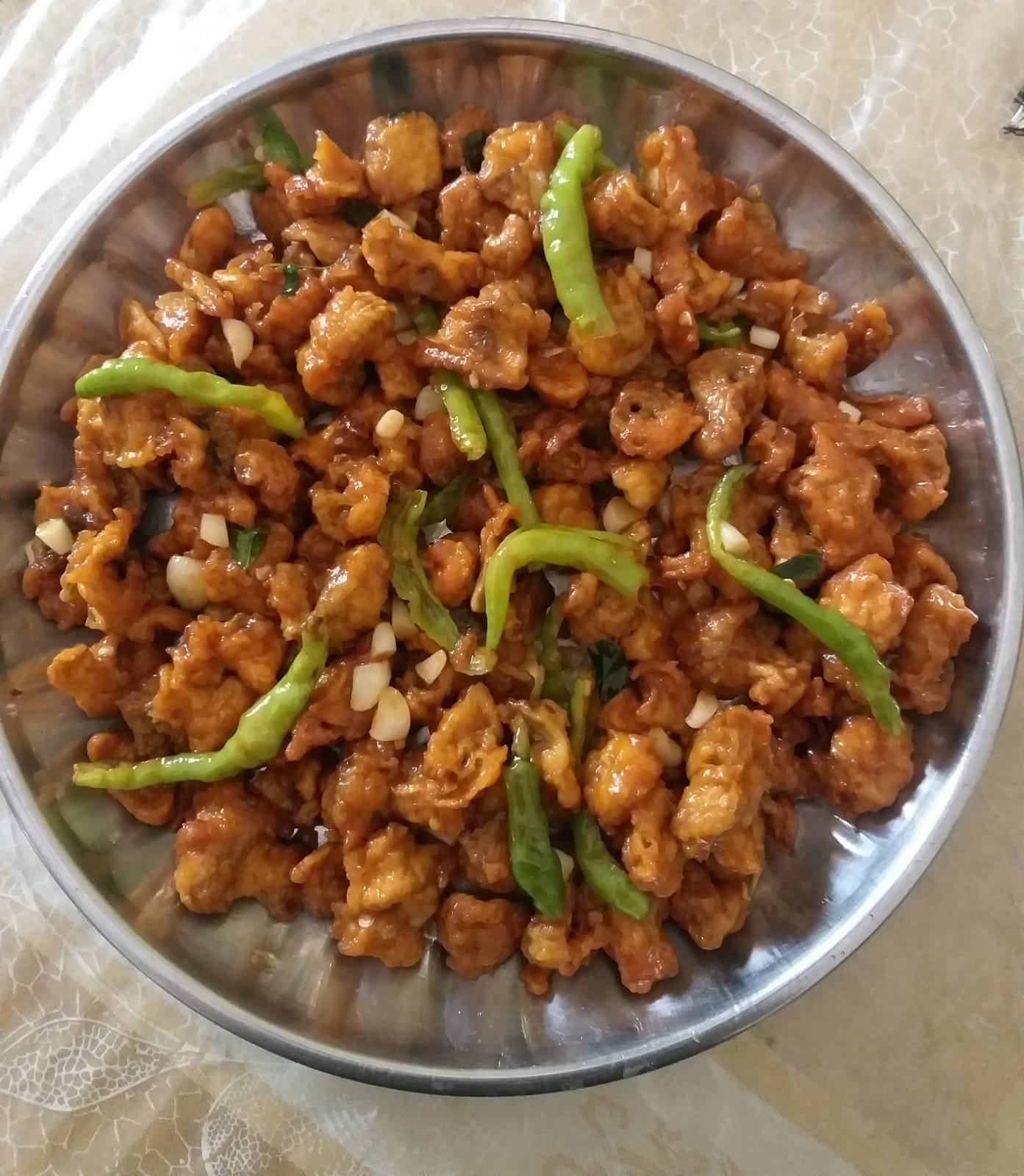
キノコのマンチュリアン
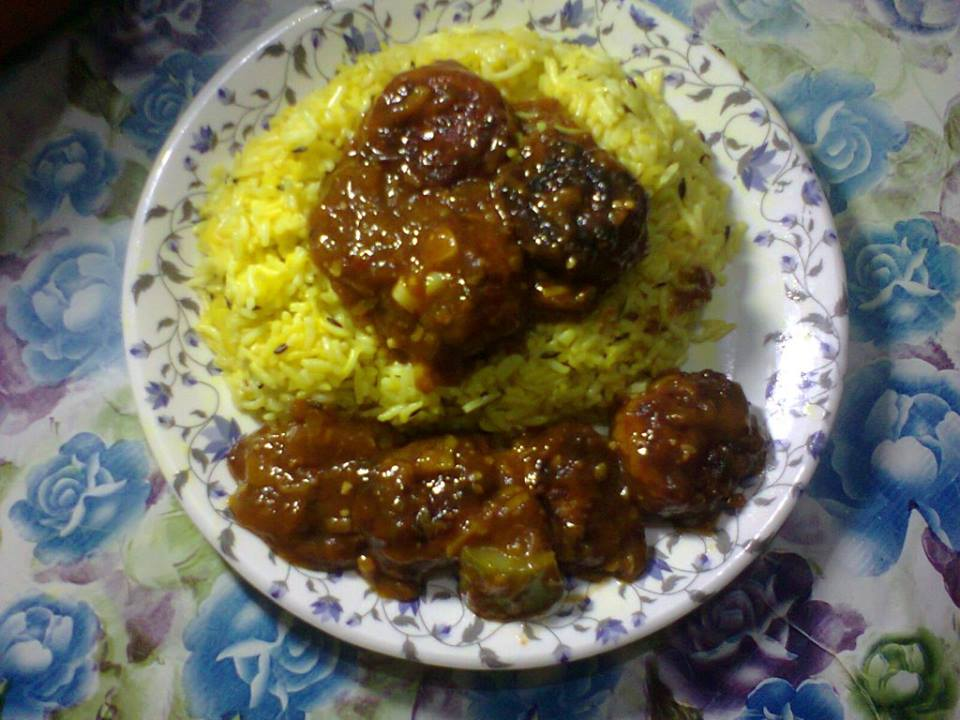
マトンのマンチュリアン
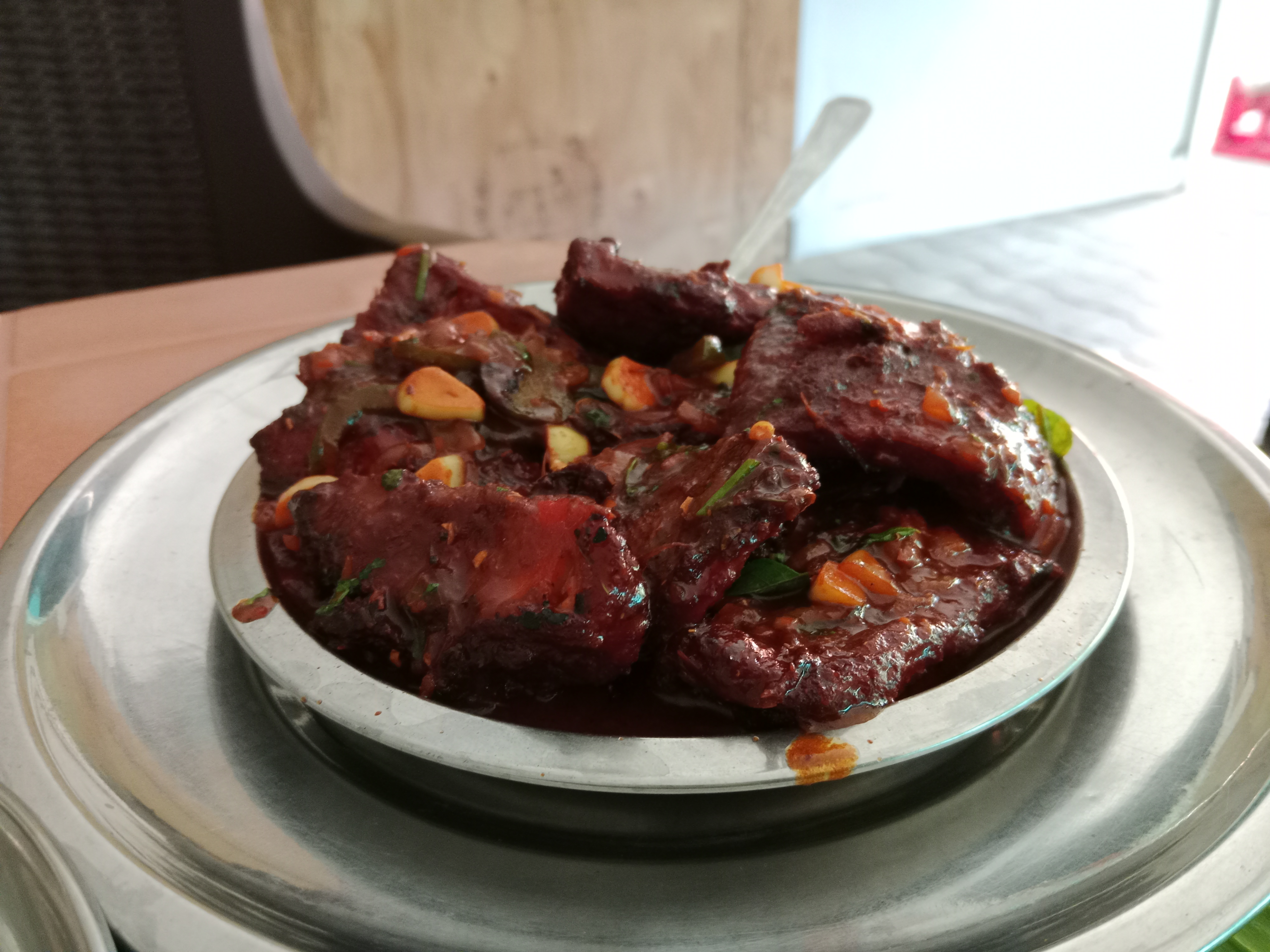
フィッシュマンチュリアン
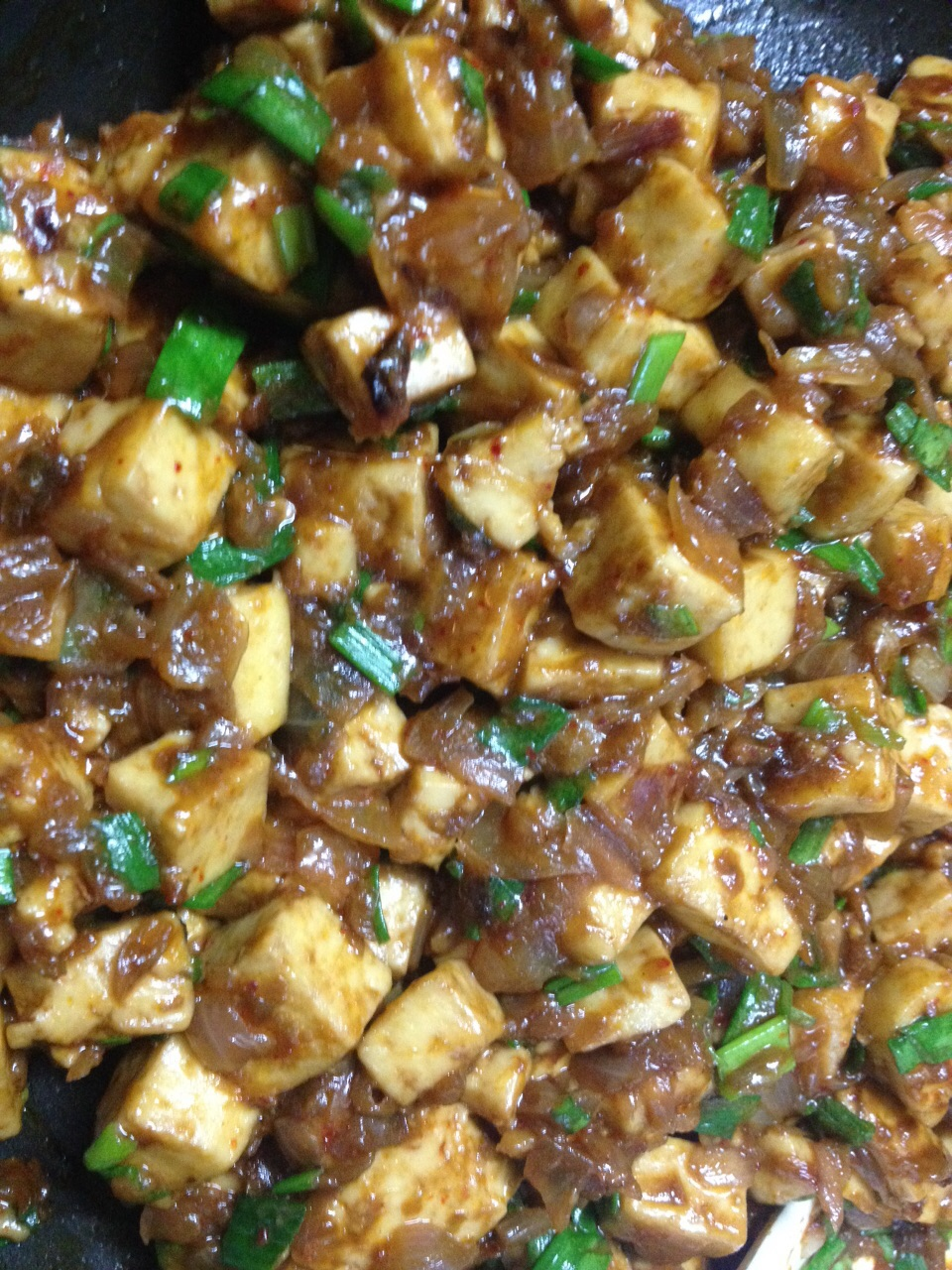
パニールのマンチュリアン